# Being (單曲)
《being》（译名：存在）是KOTOKO的第5張單曲，於2006年3月23日發售，代理商是Geneon Universal。

## 概要
- 在Oricon單週排行榜上列居第4位，是KOTOKO排名最前的單曲。
- 初回限定盤附贈收錄了PV的DVD。
- 「being」和「雪華的神話」這兩首曲都收錄在KOTOKO的第三張音樂專輯《UZU-MAKI》裡。但專輯中的「雪華的神話」不同於單曲版本。
- 現時being共有三種不同版本，分别是單曲版的「being」，作為電視動畫《灼眼的夏娜》後期主題曲（TV長度）的「being」以及DVD特典的「being SHANAversion」。

## 收錄曲目
1. being [4:47]
作詞、作曲：KOTOKO、編曲：高瀬一矢
  - 每日放送電視動畫《灼眼的夏娜》第1期後半片頭曲。
  - Packet Radio片頭曲及片尾曲。
2. 雪華的神話（雪華の神話）[6:23]
作詞：KOTOKO、作曲、編曲：高瀬一矢
  - 原版僅在本單曲收錄。
3. being（instrumental）
4. 雪華的神話（instrumental）

## 外部連結
- （日語）GENEON官方網站
- （日語）GENEON KOTOKO官方網頁